# Rhombognathus notops
Rhombognathus notops är en kvalsterart som först beskrevs av Gosse 1855.  Rhombognathus notops ingår i släktet Rhombognathus och familjen Halacaridae. Arten är reproducerande i Sverige. Inga underarter finns listade i Catalogue of Life.